# Ambite
Ambite – miejscowość w Hiszpanii we wspólnocie autonomicznej Madryt na wschód od Madrytu w comarce Alcalá. Połączenia ze stolicą kraju jak i innymi miejscowościami regionu zapewniają 3 linie autobusowe nr 260, 322 i 326.